# Gumbinnen-Goldaper Operation
Die Gumbinnen-Goldaper Operation (russ. Гумбиннен-Гольдапская операция) war im Zweiten Weltkrieg eine sowjetische Angriffsoperation, die vom 16. bis 30. Oktober 1944 durchgeführt wurde. Die Operation war der erste Versuch des Armeegenerals Tschernjachowski, mit der 3. Weißrussischen Front über die deutsche Reichsgrenze nach Ostpreußen einzubrechen. Das Ziel, über Gumbinnen nach Königsberg durchzubrechen, wurde nicht erreicht, die sowjetischen Truppen konnten sich aber bereits östlich von Treuburg über Goldap und Darkehmen bis Schirwindt im deutschen Grenzgebiet festsetzen.

## Aufmarsch und Truppenstärke
Die Armeen der 3. Weißrussischen Front waren nach dem Erfolg der Operation Bagration und nach der Beendigung der Kaunaser Operation auf Ostpreußen vorgestoßen und waren Anfang September 1944 an der Linie zwischen Augustów und Wilkowischken in Stellung gegangen. Ohne die 39. Armee (General Ljudnikow), die sich in der ersten Hälfte des Oktobers noch an der Memeler-Operation (Teil der Baltischen Operation) beteiligte, verfügte Tschernachkowskis Front über die 5., 28. und 31. Armee sowie die 11. Gardearmee mit insgesamt 404.500 Mann und 688 Panzern. Luftunterstützung leistete die 1. Luftarmee unter stellvertretender Führung von General J. M. Nikolajenko.
Obwohl die 3. Weißrussische Front zusätzlich das 3. Garde-Kavalleriekorps sowie das 7. Garde-mechanisierte Korps unterstellt wurde, beteiligten sich diese Einheiten nicht an der folgenden Operation. Zudem wurde das 7. Garde-mechanisierte Korps erst am 1. November im Raum Kaunas konzentriert. Die gegenüber liegende deutsche 4. Armee (General der Infanterie Hoßbach) der Heeresgruppe Mitte verfügte am Anfang der Operation über 5 Korps (15 Divisionen und 2 Kavallerie-Brigaden) und wurde im Laufe der Operation erheblich verstärkt. Die Grenze Ostpreußens war in Erwartung des Anmarsches der Roten Armee bereits befestigt worden. Der rechte Flügel der deutschen 4. Armee, gegenüber der sowjetischen 50. Armee am Narew- und Bober-Abschnitt zwischen Lomscha und Augustów gelegen, wurde vom VI. und LV. Armeekorps gehalten und während der folgenden Offensive nicht angegriffen.
Im Hauptangriffsfeld lag das deutsche XXVI. Armeekorps (General der Infanterie Matzky), das kurz vor dem sowjetischen Angriff den nördlichen Frontabschnitt des XXVII. Armeekorps (General Prieß) übernommen hatte, dessen Abschnitt dafür weiter nach Süden verlängert wurde. Die deutschen Truppen konnten mit den Ersatztruppen nicht mehr aufgefüllt werden und wurden mit neu aufgestellten Volksgrenadier-Divisionen verstärkt, die keine Kampferfahrung hatten und zudem weniger Bataillone aufwiesen als die früheren Infanterie-Divisionen.
Armeegeneral Tschernjachowski plante den Hauptstoß aus dem Raum Wilkowischken nach Gumbinnen (heute Gussew) zu führen und dafür die 11. Gardearmee (General Kusma Galizki) und die 5. Armee (General Nikolai Krylow) anzusetzen. Nach dem Durchbruch der deutschen Front sollte das 2. Garde-Panzerkorps (der 11. Gardearmee zugeteilt) in die Schlacht eingeführt werden und die in Reserve gehaltene 28. Armee (Generalleutnant Alexander Lutschinski) den Vormarsch nach Königsberg erzwingen. Die 39. und 31. Armee sollten bei dieser Operation die Flanken sichern und Unterstützung leisten. Der Plan erwies sich nach Anfang der Operation als zu groß gesteckt und wurde nicht realisiert.

## Verlauf

### Sowjetische Offensive
Am 16. Oktober begann um 9.30 Uhr mit starkem Artilleriefeuer die erwartete Offensive der 11. Gardearmee gegen den Nordflügel der 4. Armee beiderseits der Straße Wilkowischken–Gumbinnen. Um 11.00 Uhr endete die letzte Phase der Artillerievorbereitung, dann erfolgte der Angriff des 8. Garde-Schützenkorps (Generalleutnant M. N. Sawadowski) und des 16. Garde-Schützenkorps (Generalleutnant S. S. Gurjew). Die erste Angriffsstaffel – 5., 26., 31. und 84., im zweiten Treffen die 83. und 11. Garde-Division hatten ihre Angriffsposition etwa 200–250 Meter gegenüber der deutschen Hauptkampflinie eingenommen, vier weitere Divisionen (1., 5., 16. und 18. Garde-Division) folgten als zweite Angriffsstaffel. Am linken Flügel der Armee wurde das 36. Garde-Schützenkorps unter General J. W. Rysckow in Richtung Dobilin angesetzt. Am nördlichen Flügel begleitete den Angriff das 65. Schützenkorps (Generalmajor G. N. Perekrestow) der 5. Armee, im Süden griff die 31. Armee (General Schafranow) gegen die Stellungen der deutschen 131. Infanterie-Division an.
Erste Einbrüche erfolgten beim Grenadier-Regiment 1097 der 549. Volksgrenadier-Division (Generalmajor Jank) sowie beim Grenadier-Regiment 1141 und 1142 der 561. Volksgrenadier-Division (Generalmajor Gorn), die deutschen Truppen mussten sich in eine erste Zwischenlinie zurückziehen. Die sowjetischen Truppen stießen dann auf starken Widerstand und brauchten mehrere Tage, um die weiteren taktischen Verteidigungsanlagen zu durchbrechen.
Die Front des deutschen XXVI. Armeekorps war nach dem sowjetischen Durchbruch südlich von Wirballen nicht mehr zu halten und wurde schrittweise hinter die Pissa zurückgenommen, die Erfolge der sowjetischen Offensive blieben aber hinter den Erwartungen Tschernachowskis zurück. Am 18. Oktober überschritten Truppen der 11. Garde-Armee die deutsche Reichsgrenze im Raum südlich von Eydtkuhnen. Am 20. Oktober wurde daher das 2. Garde-Panzerkorps unter Generalmajor Burdejnj in die Schlacht eingeführt, ihm wurde als Unterstützung die 11. Garde-Schützendivision zugeordnet. Während bis dahin der Schwerpunkt der Angriffe im Norden der Straße nach Gumbinnen lag, wurde er jetzt südwärts zur Angerapp verlegt. Am linken Flügel der 11. Gardearmee überquerte das 36. Garde-Schützenkorps die Rominte und begann den Angriff auf Goldap.

### Deutsche Gegenoffensive
Für die deutsche 4. Armee bestand mit dem drohenden Verlust von Gumbinnen die Gefahr, dass die Rote Armee die Möglichkeit erhielt, direkt auf Königsberg durchzudringen. Um diese Entwicklung zu verhindern, musste die 4. Armee einen Gegenangriff gegen das auf Nemmersdorf durchgebrochene sowjetische 2. Garde-Panzerkorps ansetzen. Dazu wurden zwei Panzerdivisionen sowie neue Infanterieeinheiten als Verstärkung herangeführt, um sofort den Gegenangriff zu beginnen. Zwei separate Gruppen hatten die Aufgabe, beidseitig der Rominte von Norden und von Süden nach Großwaltersdorf anzugreifen, um die Truppen des sowjetischen 2. Garde-Panzerkorps und des 8. Schützenkorps abzuschneiden und zu zerschlagen. Es gelang Teilen der deutschen 5. Panzerdivision (Oberst Lippert) und der Fallschirm-Panzer-Division Hermann Göring (Generalmajor von Necker), aus dem Raum Gumbinnen nach Süden etwa 4–6 km vorzugehen, Großwaltersdorf konnte aber nicht erreicht werden. Die vom Süden über Daken nach Norden angesetzte Führer-Grenadier-Brigade (Oberst Kahler) erreichte gleichzeitig den Ort Tellrode. Die 11. Garde-Armee wollte zuerst ihre Offensive nach Westen fortsetzen und stand am 22. Oktober vor Gumbinnen und Nemmersdorf, wo es beim Kampf um die Angerapp-Linie zu harten Kämpfen mit Volkssturm-Einheiten kam.
Am 21. Oktober wurde auf Befehl von Armeegeneral Tschernachkowski das 3. Garde-Schützenkorps (Generalmajor Alexander Petrow) der 28. Armee im Abschnitt des abgekämpften 8. Garde-Schützenkorps in die Schlacht eingeführt. Das 128. und 20. Schützenkorps der 28. Armee wurde im Abschnitt der 5. Armee eingesetzt, um die Offensive des 65. Schützenkorps in Richtung auf Ebenrode (Stallupönen) zu verstärken. Am rechten Flügel des 45. Schützenkorps wurde zusätzlich die 159. Panzerbrigade des von der 1. Baltischen Front zur Verfügung gestellten 1. Panzerkorps (Generalleutnant W. W. Butkow) eingesetzt.
Am 22. Oktober wurde am linken Flügel der 11. Gardearmee die Stadt Goldap vom 36. Garde-Schützenkorps erobert. Hier wurde die aus dem Bereich des VI. Armeekorps herangeführte 50. Infanterie-Division (Generalmajor	Georg Haus) und andere Teile der 5. Panzerdivision zum Gegenangriff angesetzt. Weitere deutsche Gegenangriffe erfolgten bei den Dörfern Grünweiden und Weidengrund gegen andere Bereiche der 11. Garde-Armee, die schließlich den Befehl zum Rückzug erhielt.

### Schlussphase
Obwohl es der 11. Garde-Armee gelang, die deutsche Einkesselungsoperation zu verhindern, bestand die Gefahr, dass frische deutsche Panzerdivisionen die Gegenoffensive fortführen könnten. Deshalb befahl Tschernjachowski am 22. Oktober General Galizki, die Offensive nach Gumbinnen einzustellen und sich auf die Vernichtung der deutschen Panzerverbände bei Großwaltersdorf zu konzentrieren. Schließlich beschloss Tschernachowski am 23. Oktober, die Truppen der 11. Garde-Armee etwa 15 Kilometer hinter die Rominte zurückzunehmen. Der Grund war, dass das Hauptquartier des Kommandos des Obersten Befehlshabers (STAWKA) weitere Verstärkungen für die 4. Armee erwartete. Die Offensive der 1. Baltischen Front, die die 3. Weißrussische Front vom Norden her unterstützen sollte, wurde ebenfalls abgebrochen, wodurch das Oberkommando der Wehrmacht die Möglichkeit erhielt, mehrere dort stehende Truppenteile gegen die 3. Weißrussische Front zu verlegen. In der Nacht vom 23. bis 24. Oktober gingen die Truppen der 11. Garde-Armee und des 2. Garde-Panzerkorps hinter die Rominte zurück.
Die 31. Armee (südlich der 11. Garde-Armee eingesetzt) und die 28. Armee führten die Offensive aber bis zum 26. Oktober weiter. Die sowjetische 5. Armee drängte im Norden die ostpreußische 1. Infanterie-Division (Generalleutnant Schittnig) bis nach Schloßberg (Kreis Pillkallen) zurück. Am 25. Oktober wurde Stallupönen von der 28. Armee erobert.
Ab 26. Oktober wurde die 4. Armee aber erheblich verstärkt; deswegen wurde die Operation am 30. Oktober von den sowjetischen Truppen eingestellt. Ein weiterer Gegenangriff der 50. Infanterie-Division und der 5. Panzerdivision konnte im Rahmen des XXXIX. Panzerkorps (General Decker) die verlorene Stadt Goldap in Kämpfen zwischen dem 2. und 4. November zurücknehmen; die Front verlief dann direkt am östlichen Stadtrand.

## Folgen
Die Truppen der 3. Weißrussischen Front verloren während der Operation 16.819 Mann, 62.708 wurden verwundet, sowie 127 Panzer und Selbstfahrlafetten. Sie besetzten aber mehr als 2000 km² stark befestigtes Grenzgebiet Ostpreußens. Alleine die 11. Garde-Armee erbeutete 187 Geschütze und Minenwerfer und brachte mehr als 1.000 Gefangene ein; die 5. Armee nahm 129 Geschütze und 1.366 Gefangene. Nach sowjetischen Angaben verlor die deutsche 4. Armee etwa 40.000 Mann. Die Deutschen mussten zur Abwehr der sowjetischen Angriffe mehrere Divisionen aus Polen nach Ostpreußen verlegen und schwächten dadurch die Verteidigung der Front an der Weichsel.
Gleichzeitig mit den Erfolgen der 1. Baltischen Front (Armeegeneral Baghramjan) am Memel-Abschnitt wurde im Zweiten Weltkrieg erstmals deutsches Reichsgebiet besetzt; die deutsche Propaganda versuchte, diesen für die Bevölkerung demoralisierenden Umstand durch Abwertung des sowjetischen Erfolges kleinzureden. Die bereits im Kriegsgebiet lebende Bevölkerung wurde bewusst von der Flucht abgehalten, um die restliche Bevölkerung nicht zu demotivieren. Der taktische Rückzug der sowjetischen 11. Garde-Armee wurde nach 15–18 km wieder gestoppt; günstigere Stellungen wurden bezogen, um die Reorganisation der Verbände vorzunehmen. Das 2. Garde-Panzerkorps verlor am 22. und 23. Oktober einige Dutzend Panzer. Beim Massaker von Nemmersdorf kamen rund 20 Zivilisten ums Leben, der Umstand wurde von der deutschen Propaganda ausgeschlachtet, um die Bevölkerung zum eisernen Widerstand zu bringen, die Opferzahl wurde dabei zweifach überhöht.
Die Gumbinnen-Goldaper Operation zeigte, dass zur Eroberung Ostpreußens stärkere Verbände herangezogen werden mussten und vor allem mehr schwere Artillerie benötigt werden würde. Beim zweiten Ansturm der 3. Ukrainischen Front wurde die deutsche Verteidigung Mitte Januar 1945 in der Schlacht um Ostpreußen schließlich überrannt.